# Landgericht Karlsruhe
Das Landgericht Karlsruhe ist ein Gericht der ordentlichen Gerichtsbarkeit in Baden-Württemberg und eines von neun Landgerichten im Bezirk des Oberlandesgerichtes Karlsruhe. 

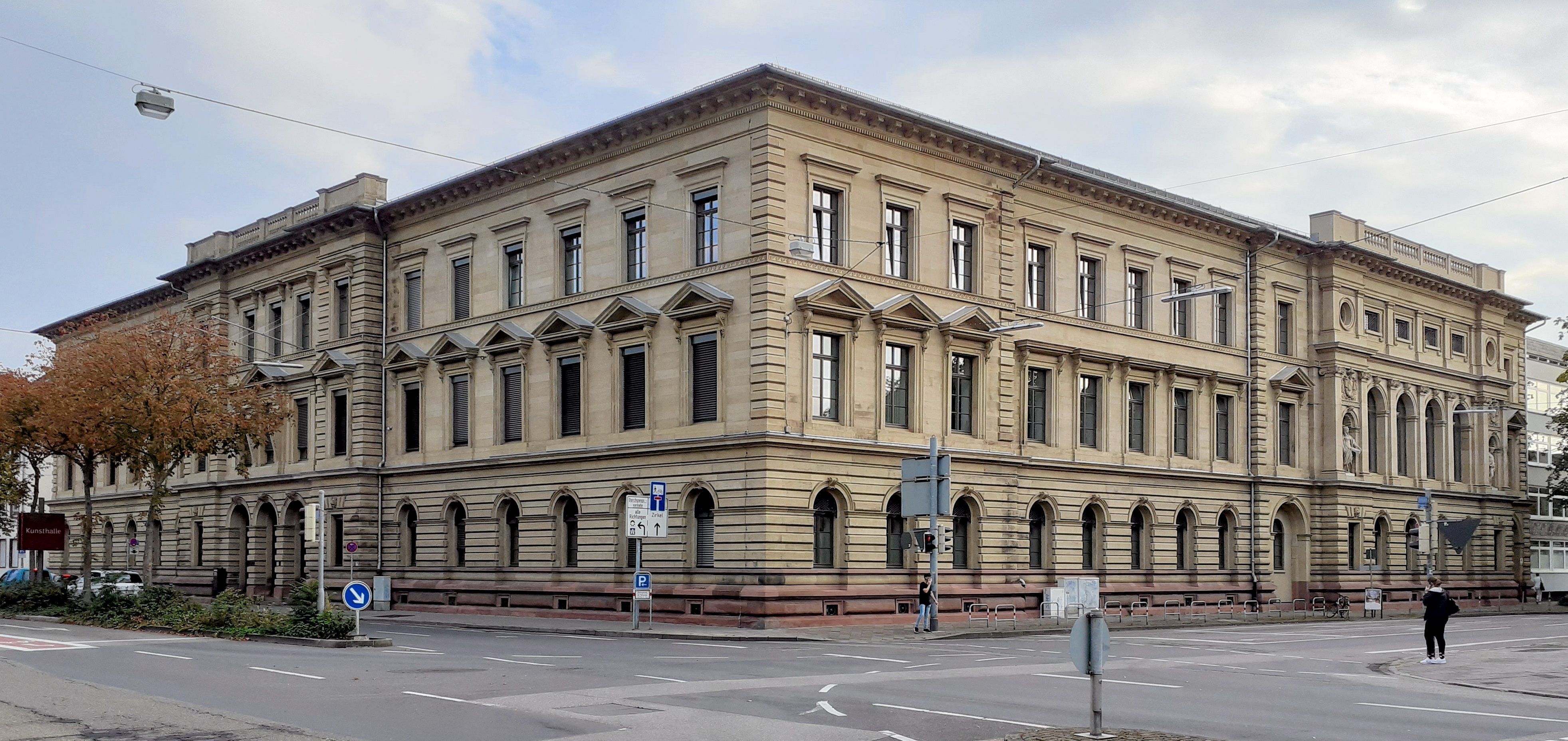
Fassaden zur Hans-Thoma- und Stephanienstraße

## Geschichte
Das Gebäude des heutigen Landgerichts an der Hans-Thoma-Straße in der westlichen Innenstadt wurde in den Jahren 1874 bis 1879 durch den Oberbaurat Heinrich Leonhard errichtet. Es ist in einer eher nüchternen Ausprägung der Neorenaissance gestaltet und diente zunächst als Justizpalast, in dem das Oberlandesgericht Karlsruhe und das Kreis- und Hofgericht des Großherzogtums Baden untergebracht waren. Das Oberlandesgericht wurde bereits 1902 nach der Errichtung in ein eigenes Gebäude überführt; das Amtsgericht Karlsruhe und die Staatsanwaltschaft des Gerichtsbezirkes bezogen noch vor dem Ersten Weltkrieg andere Gebäude. 
Im nach Nordwesten an der Stephanienstraße gelegenen Flügel befindet sich im ersten Obergeschoss der Schwurgerichtssaal, der flächenmäßig größte Saal des Gerichtsgebäudes und der einzige, in dem nach den grundlegenden Erneuerungen der Innenräume noch ein Teil der reichhaltigen Verzierungen erhalten sind. 

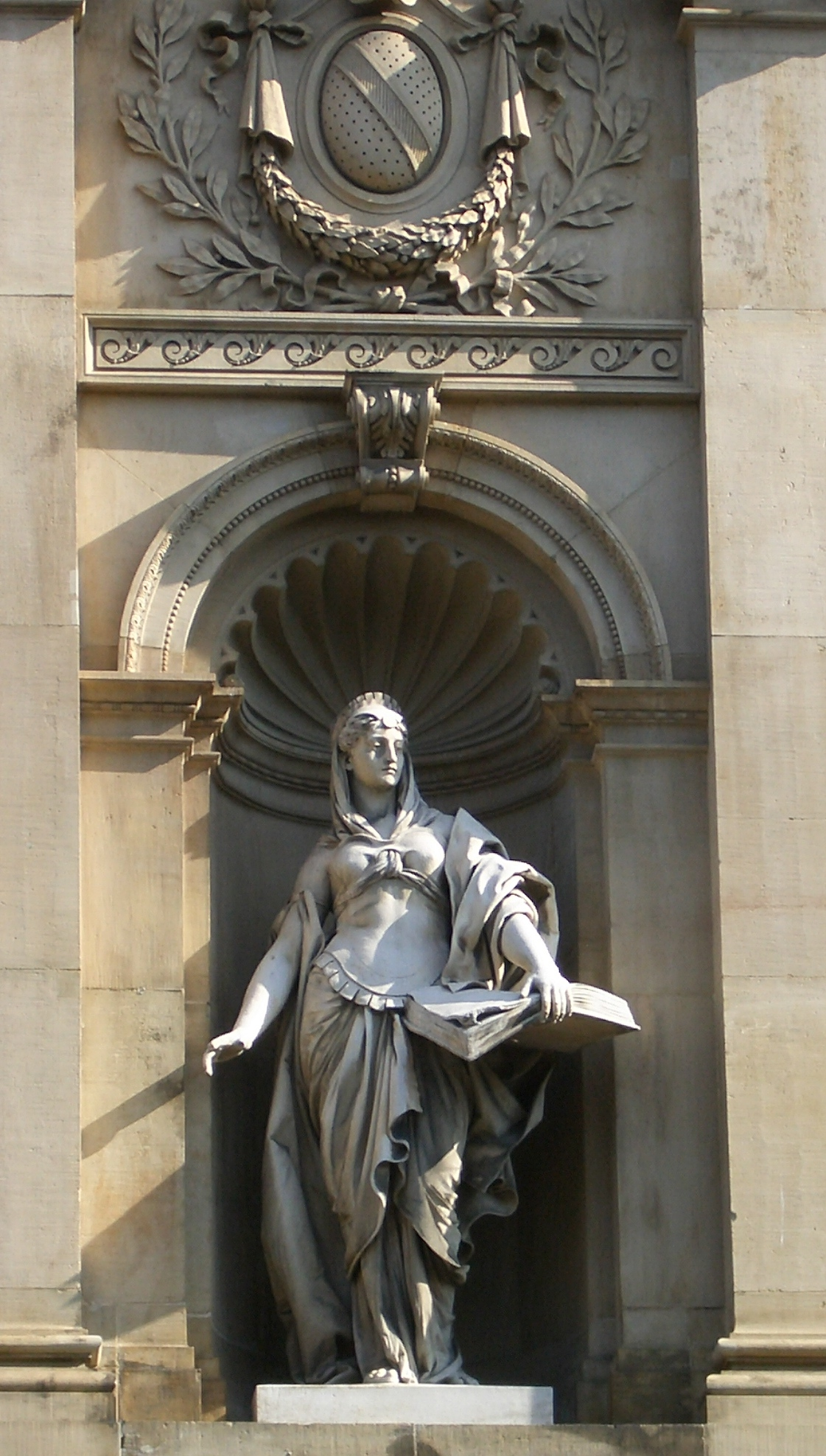
Allegorische Figur „Lex“ am Schwurgerichtstrakt

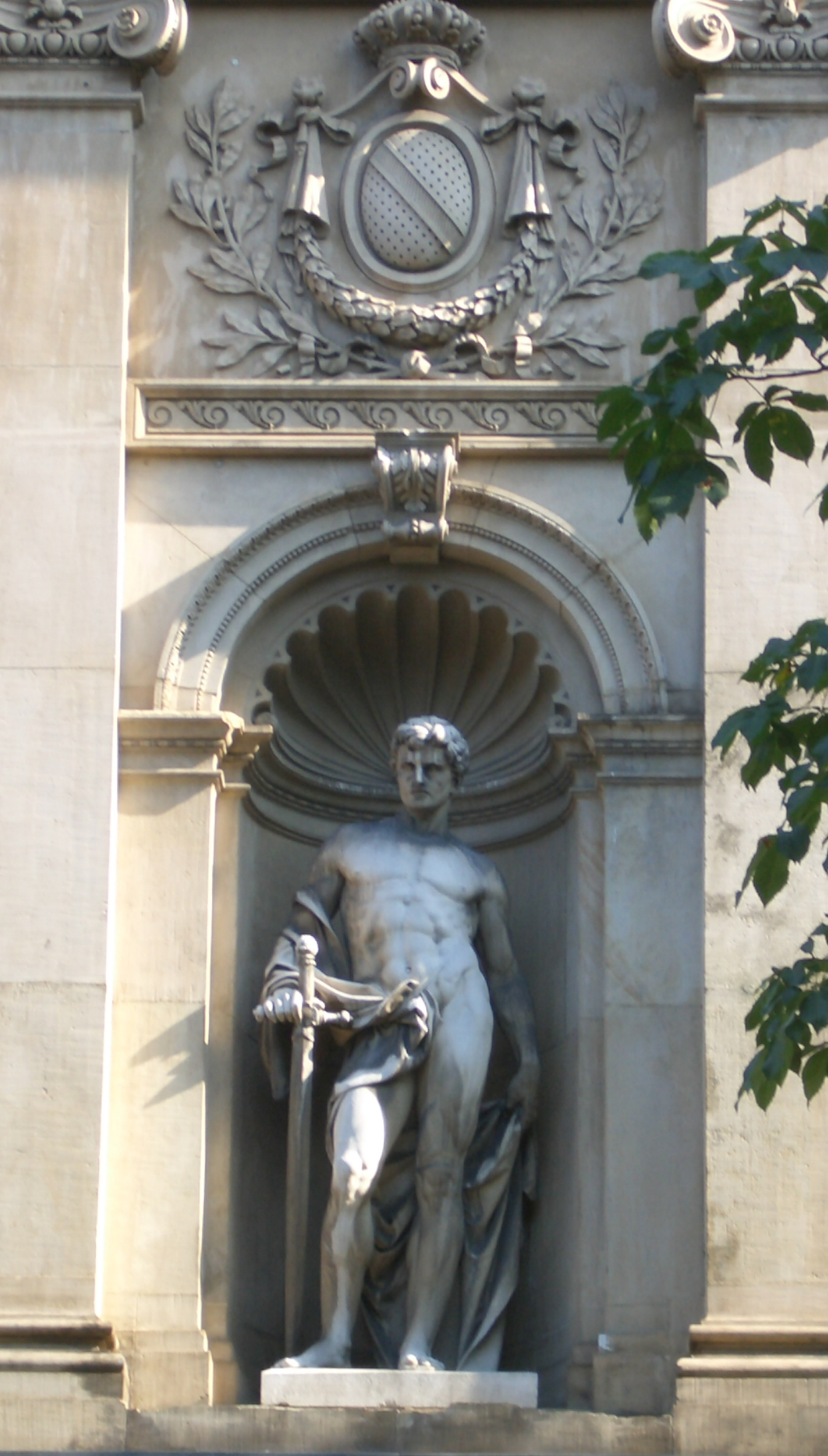
Allegorische Figur „Jus“ am Schwurgerichtstrakt

Auch die Fassade des Schwurgerichtstrakts übertrifft hinsichtlich ihrer Gestaltung und Ornamentik die Hauptfassade. Sie wird von vier deutlich überhöhten Rundbogenfenstern beherrscht. Diese sind beiderseits von kräftigen, mit dem badischen Wappen geschmückten Pilastern eingerahmt, in deren Nischen die allegorischen Figuren „Lex“ (mit dem aufgeschlagenen Gesetzbuch in der Linken) und „Jus“ (mit dem Schwert als Sinnbild der Hochgerichtsbarkeit) eingelassen sind. Die Figuren stammen von dem Karlsruher Bildhauer Hermann Volz (1847–1941).
Der gesonderte Eingang zum Schwurgerichtssaal sollte der Verlagerung des Publikumsverkehrs vom Haupteingang in den Seitenflügel dienen. 
Im Jahre 1907 fand vor dem Landgericht im Schwurgerichtssaal der internationales Aufsehen erregende Mordprozess gegen den Rechtsanwalt Carl Hau statt.
Im Zweiten Weltkrieg wurde das Gebäude des Landgerichtes schwer beschädigt, auch wenn die äußere Erscheinung im Wesentlichen unversehrt blieb. Ab 1949 wurde es wieder aufgebaut und auch umgebaut. 1971 erhielt das Gebäude eine Erweiterung um einen Anbau an der Stephanienstraße. Es folgte der Abriss des im Hof des Gerichtes stehenden Amts- und Untersuchungsgefängnisses und eine umfassende Innenrenovierung bis 1980.
Zwischen 1998 und 2009 fanden vor dem Landgericht das Strafverfahren und später der Zivilprozess gegen Harry Wörz wegen des Vorwurfs der versuchten Ermordung seiner Ehefrau statt.

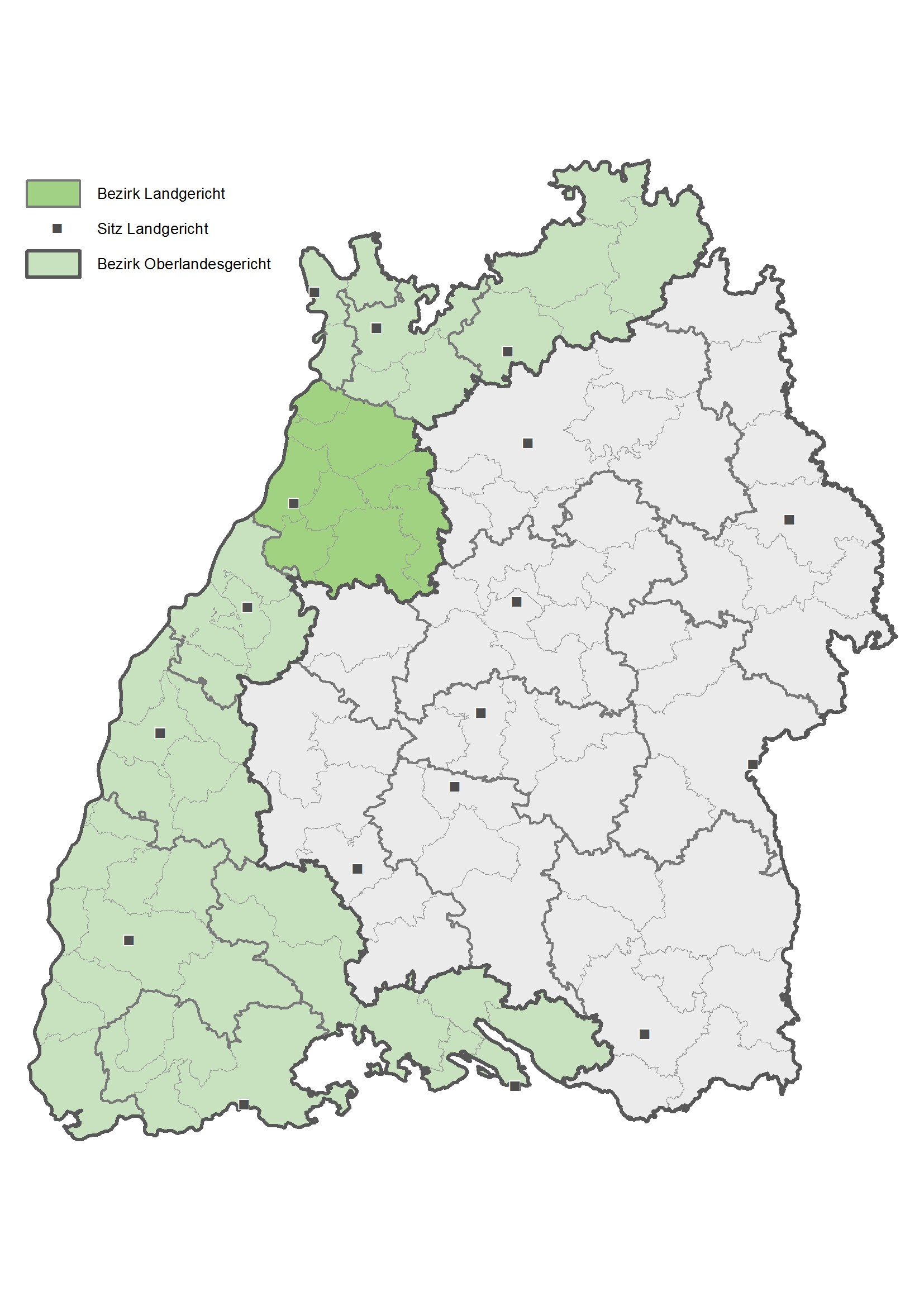
Karte des Landgerichtsbezirks Karlsruhe in Baden-Württemberg

## Gerichtssitz und -bezirk
Der Landgerichtsbezirk umfasst die Städte Karlsruhe und Pforzheim und die Landkreise Karlsruhe und Enzkreis mit insgesamt über einer Million Einwohnern. 
Gerichtssitz ist Karlsruhe. Die Anschrift des Gerichts lautet: „Hans-Thoma-Straße 7“.

## Über- und untergeordnete Gerichte
Dem Landgericht direkt übergeordnet ist das Oberlandesgericht Karlsruhe, diesem übergeordnet der Bundesgerichtshof, ebenfalls in Karlsruhe.
Zum Landgerichtsbezirk gehören die Amtsgerichte Bretten, Bruchsal, Ettlingen, Karlsruhe, Karlsruhe-Durlach, Pforzheim, Philippsburg und seit 1995 auch Maulbronn. Während dem Amtsgericht Karlsruhe ein eigener Präsident vorsteht, unterstehen die anderen Amtsgerichte des Bezirks der Dienstaufsicht des Präsidenten des Landgerichts.

## Gerichtsorganisation
Das Landgericht ist mit etwa 60 Richtern besetzt. Präsident des Landgerichts ist Holger Radke. Es verfügt über elf Zivilkammern, eine Kammer für Baulandsachen und drei Kammern für Handelssachen sowie 21 Strafkammern und zwei Hilfskammern für Strafsachen. Eine der Kammern für Handelssachen und mehrere Strafkammern haben ihren Sitz in Pforzheim.

## Kunst im Landgericht
Seit 1991 werden das Treppenhaus und die Flure für Ausstellungszwecke genutzt. Der Verein Kunst im Landgericht e. V. bietet damit jungen Künstlern Ausstellungsfläche und der Bevölkerung die Gelegenheit, das Gerichtsgebäude in Ruhe ohne jeden Prozessbezug aufzusuchen. Insgesamt fanden 39 Ausstellungen statt, unter anderem jeweils eine Ausstellung mit Künstlern aus Dresden (1992), aus Halle (1996), aus Leipzig (2010) und zwei Ausstellungen mit Kinderkunst von der Museumspädagogik der Staatlichen Kunsthalle (1999 und 2010).